# انغلاق (رياضيات)
الانغلاق (بالإنجليزية closure) هو انتماء ناتج العملية لنفس المجموعة التي ينتمى إليها العنصران اللذان طبقت عليهما العملية. على سبيل المثال، مجموعة الأعداد الحقيقية هي مجموعة منغلقة بعملية الطرح. ولكن مجموعة الأعداد الطبيعية هي مجموعة غير منغلقة بالطرح : 3 و 8 كلاهما عدد طبيعي ولكن طرحهما لا يعطي عدد طبيعيا لأن {\displaystyle 3-8=-5} و5- هو عدد غير طبيعي.

## أمثلة
1 و 4 عددان طبيعيان ومجموعهما 1 + 4 = 5 ينتمى لمجموعة الأعداد الطبيعية. معنى ذلك أن عملية الجمع مغلقة في {\displaystyle \mathbb {N} }.
معنى ذلك أن كل عددين من نفس المجموعة ويكون ناتج جمعهما أو طرحمهما أو ضربهما أو قسمتهما ينتمى إلى نفس المجموعة. هنا نقول أن هذه العملية منغلقة في المجموعة.
4 و 1 عددان طبيعيان وطرحهما 4 - 1 = 3 لكن يمكن أن نقول 1 - 4 = 3- لاتنتمى لمجموعة الأعداد الطبيعية إذا عملية الطرح غير ممكنة دائما في {\displaystyle \mathbb {N} } ليست منغلقة ف {\displaystyle \mathbb {N} } لأن هناك نواتج منها لا تنتمى إليها.
6 و4 عددين طبيعين فإن حاصل ضربهما 4 × 6 = 24 إذا عملية الضرب منغلقة لأن كل نواتجها تنتمى إليها
5 و10 عددين طبيعين فإن قسمتهما 10 ÷ 5 = 2 أو يمكن أن نقول 5 ÷ 10 == ½ لا ينتمى لمجموعة الأعداد الطبيعية إذا عملية القسمة غير ممكنة دائما في {\displaystyle \mathbb {N} } إذا هي غير منغلقة.
في {\displaystyle \mathbb {N} } :
- العمليات الحسابية التي يتزايد فيها الأعداد (الجمع والضرب) منغلقة في {\displaystyle \mathbb {N} } لأن ستتجه نحو الشمال الذي هو ذروة الأعداد الطبيعية مما سيبعدها عن الأعداد الأخرى.
- العمليات الحسابية التي يتناقص فيها الأعداد (الطرح والقسمة) غير منغلقة في {\displaystyle \mathbb {N} } لأنها ستتجه نحو اليمين الذي هو الأعداد السالبة والكسور مما لا يمكنها من الانغلاق.

إذا هناك عملية لها مسألة واحدة فقط لا تنتمى للمجموعة فإن العملية كلها تكون غير منغلقة.

## تطبيق الانغلاق فيمجموعةالأعداد الصحيحة
1. 2 عددين صحيح فإن 3- + 2 = 1- تنتمى لمجموعة  الأعداد الصحيحة إذا فإن عملية الجمع عملية ممكنة دائما مما يجعلها منغلقة.

9 7- عددين صحيحين فإن 9 - (7-) = 17 تنتمى لمجموعة الأعداد الصحيحة كذلك لو عكسنا العملية فإن (7-) - 9 = 17- ينتمى لمجموعة الأعداد الصحيحة
6، 9- عددين صحيحين فإن 6 × (9-) = (54-) تنتمى لمجموعة الأعداد الصحيحة إذا عملية الضرب منغلقة في مجموعة الأعداد الصحيحة.
2، 20- عددين صحيحين فإن (20-) ÷ 10 = 2- تنتمى لمجموعة الأعداد الصحيحة لكن 10 ÷ (20-) =-½
لاتنتمى لمجموعة الأعداد الصحيحة إذا عملية القسمة عملية غير مغلقة في ص
- العمليات الإبدالية (الضرب والجمع) عمليات منغلقة في كل من ص، ط لذا فلا داع من إبدالها للتأكد من انغلاقها
- عملية الطرح منغلقة في ص بينما {\displaystyle \mathbb {N} } لاتنغلق إليها.

## تطبيقات الانغلاق في مجموعة الأعداد النسبية
مجموعة الأعداد النسبية Q هي كل عدد على صور a\b حيث b لا تساوى صفر وينتميان إلى N.
كل الأعدا الصحيحة أعداد نسبية مقامها 1.
- عند جمع ¼ + ½ = ¾ تنتمى لمجموعة الأعداد النسبية إذا عملية الجمع منغلقة في Q.
- عند طرح ¾ - ½ = ¼ تنتمى لمجموعة الأعداد النسبية إذا عملية الطرح منغلقة في Q.
- عند ضرب ½ × ¼ فإن الناتج سينتمى لمجموعة الأعداد النسبية.
- عند قسمة ½ ÷ ¼ فإن الناتج سينتمى لمجموعة الأعداد النسبية.

## نتائج خاصية الانغلاق في كل المجموعات
- الجمع والضرب منغلقين تماما في كل العمليات
- القسمة والطرح عمليات شاذة يمكن أن تكون منغلقة في عملية وغير منغلقة في أخرى
- كلما كثرت عناصر المجموعة كلما زادت فرصة انغلاق العمليات فيها فنجد أن في {\displaystyle \mathbb {N} } عملية الطرح غير منغلقة أما في ن نجدها منغلقة هذا الأمر يرجع إلى كثرة عناصر مجموعة ن عن {\displaystyle \mathbb {N} }.

## انظرأيضا
- مجموعة مفتوحة